# Гипоталамо-гипофизарная кома
Гипотала́мо-гипофиза́рная ко́ма — встречается крайне редко.

## Этиология и патогенез
Кома может развиваться на фоне поражения гипоталамо-гипофизарной области опухолевым или инфекционным процессом (сифилис, туберкулёз, грипп, тифы и так далее), травме черепа с последующим кровоизлиянием в аденогипофиз, чрезмерной дозой рентгенотерапии на область гипофиза, после гипофизэктомии. Развитие комы может произойти на фоне инфаркта гипофиза вследствие длительного спазма его артерий, в результате массивных кровотечений во время и после родов, аборта, желудочного или другого массивного кровотечения.

## Клиническая картина
Чаще кома развивается постепенно, реже имеет острое начало — развивается заторможенность, отвращение к пище, рвота, диспепсические расстройства и другие.

## Профилактика
Предупреждение и немедленное лечение послеродовых кровотечений, родовых травм, инфекций, сепсиса, шока.

## Прогноз
Обычно прогноз серьёзный, определяется своевременностью диагностики и лечения. Летальность достигает 25 %, причина — острая надпочечниковая недостаточность, гипотиреоидная кома, присоединение инфекционного процесса.